# Infatuation (film 1915)
Infatuation è un mediometraggio del 1915 diretto da Harry A. Pollard che appare anche come interprete del film accanto alla moglie, l'attrice Margarita Fischer. Nel cast anche Joseph Singleton e Lucille Ward.
La sceneggiatura di Mary H. O'Connor si basa sull'omonimo romanzo di Lloyd Osbourne pubblicato a Indianapolis nel 1909.

## Trama
Rimasta orfana di madre a dodici anni, Phyllis Ladd vive con suo padre, un ricco tycoon delle ferrovie, gestendone la casa. La giovane è così efficiente e brava che il vecchio Ladd teme il momento in cui la figlia lo abbandonerà per sposarsi. Al momento di debuttare in società, Phyllis lascia Carthage, la sua città, accettando l'invito di sua zia, la signora Fensham, una matrona dell'alta società, che la invita a stare da lei a Washington. Ben presto, però, Phyllis si stanca della vuota vita sociale e dei suoi noiosi pretendenti e torna a casa.

Assistendo un giorno a uno spettacolo, Phyllis si infatua di uno degli attori, Cyril Adair. Lei lo invita per il tè e lui, sperando di sedurla, accetta.

I due si vedono altre volte e uno dei pretendenti respinti dalla ragazza scrive una lettera anonima al padre di lei. Ladd le impone di rompere quella relazione ma Phyllis non solo rifiuta, ma se ne va da casa.

I due si sposano, ma la loro vita non appare molto felice: Cyril è affetto da alcolismo, viene licenziato e non riesce a trovare nuovi lavori perché Ladd persuade i direttori dei teatri a non assumerlo. Ciò nonostante, Phyllis resta accanto al marito, cercando di aiutarlo a venire fuori da tutti i suoi problemi. Quando Ladd li tenta con il suo denaro per rompere il matrimonio, i due giovani rifiutano sdegnati. Lui, allora, cede, promuove uno spettacolo di cui Cyril è protagonista e si riconcilia con sua figlia.

## Produzione
Il film fu prodotto dalla American Film Manufacturing Company.

## Distribuzione
Il copyright del film, richiesto dalla American Film Co., Inc., fu registrato il 13 settembre 1915 con il numero LU6364.

Distribuito dalla Mutual, il film uscì nelle sale statunitensi il 2 settembre 1915.

### Conservazione
Non si conoscono copie ancora esistenti della pellicola che viene considerata presumibilmente perduta.